# СКА (футбольный клуб, Ростов-на-Дону)
СКА — российский футбольный клуб из города Ростов-на-Дону. Серебряный призёр чемпионата СССР 1966 года, обладатель Кубка СССР 1981 года. В сезоне 2023 выступал в группе 1 дивизиона «Б» Второй лиги.
Лишился профессионального статуса по решению владельца клуба рэпера Василия Вакуленко, которым 25 января 2024 года было заявлено о переходе команды в Медийную футбольную лигу.
В 2024 году в чемпионате Ростовской области играет команда СКА (Ростов-на-Дону), в Медиалиге—"СКА-Ростов".

## Прежние названия
- 1937—1946 — Ростовский Дом Красной Армии (РоДКА)
- 1946—1956 — Окружной Дом офицеров (ОДО)
- 1957 — Окружной спортивный клуб (ОСК)
- 1957—1960 — Спортивный клуб военного округа (СКВО)
- 1960—2013 — Спортивный клуб армии (СКА)
- 2013—2015 — СКВО
- с 10 марта 2015 — СКА

## Стадион
С конца 1958 по 1970 год включительно свои домашние игры СКА играл на стадионе «Ростсельмаш». В 1958 большинство матчей провёл на стадионе Динамо. Строительство нового спортивного комплекса специально для футбольного клуба было начато в середине 60-х годов по инициативе Командующего Войсками СКВО, генерал-полковника А. Т. Алтунина. В состав окружного спортивного комплекса входили главная спортивная арена с трибунами на 33 000 мест, футбольным полем, легкоатлетическим ядром, водно-спортивный комплекс с тремя ванными, спортивные площадки. Главная спортивная арена и весь спортивный комплекс СКА СКВО были введены в строй в апреле 1971 года. Во время реконструкции стадиона СКА также проводил домашние матчи в Батайске. Также играл на стадионах «Труд» и «Локомотив». На «Труде» в 70-е годы принимал игры Кубка СССР.

## История клуба

Эмблема до 2013 года.

### Становление
Клуб основан 27 августа 1937 под названием РоДКА СКВО (Ростовский дом Красной Армии Северо-Кавказского военного округа), с 1954 года — ОДО (Окружной Дом офицеров), в период 1957—1959 носил имя СКВО. Это название часто ассоциируют с Северо-Кавказским военным округом, но правильной является расшифровка — Спортивный клуб военного округа. Данное название в тот период имели все окружные клубы министерства обороны. С 1960 года имел название СКА.
Согласно версии официального сайта команды СКА, команда называлась ОДО (Окружной Дом офицеров) с 1946 года.
До 1958 года команда играла в региональных и городских соревнованиях, многократно была чемпионом Ростова и СКВО.

### В чемпионатах СССР
С 1958 года начала выступления в чемпионате СССР, класс «Б». Первый сезон провёл на высоком уровне, заняв первое место и забив больше всех голов. В турнире за право выхода в высшую лигу армейцы завоевали путёвку в элиту (класс «А»). В этом финальном турнире играли исключительно армейские команды городов Свердловска, Одессы, Ростова, Севастополя. Судьбу турнира решил гол, забитый запасным ростовской команды Владимиром Швецом в ворота СКВО Свердловск. В классе «А» армейцы продержались до 1973 года.
Состав этой команды в то время: вратарь — Виктор Киктев; защита: Николай Минчин, Алексей Бочаров (капитан), Вячеслав Гейзер; полузащита: Анатолий Чертков, Анатолий Гущин, Тенгиз Норакидзе; нападение: Анатолий Павлов, Евгений Волченков, Валентин Егоров, Юрий Мосалёв.
В свой первый сезон в высшей лиге команда претендовала на призовые места. Свой первый матч с ЦСК МО ростовчане выиграли 2:0. Далее были победа над «Зенитом», «Крыльями Советов», ничья с «Динамо» Тбилиси и поражение от середняка — «Молдовы» Кишинёв. В этом матче получил серьёзную травму вратарь В. Киктев. Новый вратарь В. Скарлыгин имел «привычку» ронять взятый мяч. Результаты не замедлили сказаться, и сезон СКА завершил на четвёртом месте. На следующий год армейцы снова стали четвёртыми. В это время в команде играли Виктор Понедельник, Виктор Одинцов, Юрий Мосалёв. Успех команды во многом определял и тренер Пётр Щербатенко, на смену которому в 1962 году пришёл Виктор Маслов. Вместе с новым тренером стала омолаживаться и перестраиваться вся команда. В 1963 году клуб снова занимает четвёртое место, забив при этом больше всех мячей — 73.
В 1966 году СКА завоевал свои первые медали чемпионата, серебряного достоинства. Командой в то время руководил Йожеф Беца, помощник Маслова, который ушёл в киевское «Динамо» ещё в 1964. Затем последовала серия неудачных сезонов, успех команде стал сопутствовать в кубке и то лишь до финальной стадии. В 1969 году армейцы вышли в финал Кубка, но проиграли команде первой лиги — львовским «Карпатам». В 1971 году опять финал, ничья со «Спартаком» и проигрыш в переигровке. После этого команда очень редко стала входить даже в первую десятку, а в 1973 году и вовсе покинула высшую лигу.
Ростовский клуб стало лихорадить, он то выходил в высшую лигу, то снова вылетал из неё. В 1977 году тренировать команду пришёл Николай Самарин, прервав чехарду сменяющих друг друга тренеров (после 1966 года в команде почти каждый год менялся главный тренер). Самарина сменил Герман Зонин. Он создал команду, которая выиграла Кубок СССР в 1981 году. Команду в тот год тренировал Владимир Федотов. Решающий мяч в той игре против «Спартака», возглавляемого Константином Бесковым, забил Сергей Андреев. Благодаря этой победе СКА смог выступить в розыгрыше Кубка обладателей кубков сезона 1981/82, в котором в итоге дошёл до 1/8 финала, победив по сумме двух матчей турецкий клуб «Анкарагюджю» (3:0 дома и 2:0 в гостях) и уступив немецкому «Айнтрахту» из Франкфурта по сумме двух матчей 1:2 (1:0 дома и 0:2 на выезде). А вот в чемпионате СССР в тот год СКА снова лишился права играть в высшей лиге. Сезоны 1982 и 1983 годов команда провела в первой лиге, затем вернулась в высшую. В 1984 году в высшей лиге СКА довольно хорошо играл в первом круге (в частности 10 июня 1984 года он одержал одну из самых памятных побед — в Москве со счётом 6:1 был побеждён «Спартак»), но неудачно выступил во втором, скатившись в итоге на 14-е место. 1985 год стал последним сезоном в элите, команда заняла последнее, 18-е место (правда, и в этом году в одном матче команда отличилась: проигрывая в гостях московскому «Динамо» со счётом 0:3, ростовчане проявили волю к победе и в итоге выиграли 4:3). А вскоре, в 1989 году, СКА и вовсе опустился во вторую лигу.

### В чемпионатах России
В чемпионатах России максимальное место, которое занимал СКА — 13-е в Первом дивизионе (2008).
Впервые в российской истории армейцы вышли в Первый дивизион в 2001 году, когда в переходных матчах обыграли саранскую «Светотехнику» (1:1 в гостях, гол забил Тасенко Виталий; 1:0 дома, отличился Станислав Лебединцев).
Домашний поединок собрал рекордную в российской истории аудиторию для Ростова — 26 000 болельщиков. Столько поклонников футбола никогда не приходило даже на матчи с участием «Ростсельмаша», выступавшего в высшем дивизионе.
Руководство области обещало помочь финансировать команду в Первом дивизионе, однако обещания своего, как обычно, не сдержало. Деньги на содержание СКА вкладывал один человек — предприниматель Валерий Аржаной, но его усилий было недостаточно. В итоге армейцы заняли в 2002 году предпоследнее место в Первом дивизионе и вновь отправились во Вторую лигу.
В конце 2005 года главным тренером команды стал один из её наиболее прославленных игроков — Сергей Андреев. Президент клуба Иван Саввиди поставил перед командой задачу в 2006 году выйти в первый дивизион. Однако 31 августа 2006 года Андреев был неожиданно отправлен в отставку, новым главным тренером стал Виктор Бондаренко. В качестве причины отставки Саввиди назвал «отсутствие командного боевого духа и психологической гармонии между игроками и тренерским составом». 17 октября Саввиди объявил о приостановке финансирования клуба, мотивировав это тем, что армейское руководство не согласовало с ним предоставление стадиона для игр другой ростовской команды, ФК «Ростов». Сезон 2006 года ростовская команда завершила на 2-м месте. В связи с тем, что ряд клубов Первого дивизиона не прошли аттестацию ПФЛ, в январе 2007 года ростовский СКА был включён в число участников этого дивизиона. В сезоне 2007 года СКА с трудом сохранил место в Первом дивизионе, заняв 17 место и забив необходимый для этого победный гол за несколько минут до окончания игры последнего тура с курским «Авангардом» (счёт 3:2). В следующем году СКА выступил успешнее и добился лучшего результата в российской истории клуба, заняв 13 место. Этот сезон был также отмечен тем, что СКА и «Ростов» впервые после распада СССР играли в одном дивизионе. После окончания сезона клуб из-за тяжёлого финансового положения был вынужден отказаться от места в Первом дивизионе и перейти во Второй. 2 марта СКА прошёл лицензирование, чем подтвердил своё право на участие во Втором дивизионе Первенства России по футболy.
27 февраля 2013 года в Доме футбола прошло очередное заседание исполкома Российского футбольного союза, на котором, в связи с добровольным выходом ростовского СКА из состава участников первенства России среди команд клубов второго дивизиона сезона, было принято решение исключить клуб из Ростова-на-Дону из состава участников данного соревнования.
Начало 2013 года провёл в чемпионате Ростовской области.
26 июня 2013 было объявлено, что во втором дивизионе примет участие победитель южной зоны третьего дивизиона «Динамо» (Р/Д). 27 июня при поддержке Администрации Ростовской области была достигнута принципиальная договорённость с РФС о том, что клуб СКА проведёт сезон 2013/14 под брендом СКВО и займёт место ростовского «Динамо». 5 июля ПФЛ на Совете Лиги утвердила переименование ростовского СКА в СКВО на сезон 2013/14. В сезоне 2013-14 СКВО занял 8-е место в турнирной таблице.
ФК СКВО не получил лицензию для участия в сезоне 2014/15 во Втором дивизионе (зона «Юг»). В сезоне-2014 СКВО выступал в Третьем дивизионе в южной зоне и выиграл первенство досрочно, имея 2 игры в запасе.
10 марта 2015 года завершилась перерегистрации Некоммерческого партнёрства «Футбольный клуб „СКВО Ростов-на-Дону“» в Спортивную ассоциацию «Футбольный клуб „СКА Ростов-на-Дону“».
В октябре 2019 года владельцем ФК СКА стал рэпер Баста (Василий Вакуленко), оплативший все долги клуба и вложивший в него 10 млн рублей. Также в возрождении клуба участвовали ГК «Ростех» и Александр Назаров.
В укороченном сезоне-2019/2020 армейцы заняли 8-е место. В сезоне-2020/2021 СКА был 5-м. Форвард армейцев Г. Гонгадзе, забив 17 мячей, стал одним из лучших бомбардиров лиги.
В сезоне 2021/22 СКА долгое время лидировал в своей группе и лишь на финише пропустил махачкалинской «Динамо» на первую строчку. В итоге армейцы заняли 2-е место, отстав от махачкалинцев на 4 очка.
В первом круге армейцы одержали 13 побед подряд.

### С 2024 года
25 января 2024 года Вакуленко объявил о снятии с нового сезона команды из Второй лиги из-за проблем с финансированием и ужесточения требований к командам и о переходе в Медийную футбольную лигу. Там стала участвовать ставшая базироваться в Москве команда «СКА-Ростов» (была включена в состав участников 5-го сезона Медиалиги). Клуб не попал в плей-офф, проиграв все матчи и заняв последнее место в групповом этапе.
В чемпионате Ростовской области вместо выступавшей в сезоне 2023 года команды спортивной школы Министерства обороны Российской Федерации СКА-М стала играть команда ФК СКА (Ростов-на-Дону), заявившаяся благодаря болельщикам, которые собрали средства. Клуб сохранил традиционную эмблему с красной звездой.
В начале июля команду покинуло 17 игроков и весь тренерский штаб. Руководящую позицию по комплектованию клуба тренерским штабом и персоналом занял Сергей Гореликов (Брейн), ранее известный по работе в ФК Сахалинец. Позднее Николай Осипов (президент MFL) подтвердил участие клуба в Кубке Лиги, крупнейшем медиа-турнире 2024 года.
СКА официально назначили Виталия Миллера главным тренером команды.
26 июля бывший футболист сборной России Юрий Жирков стал играющим тренером ФК СКА Ростов. Позднее к клубу присоединился Кирилл Набабкин.
1 сентября ФК СКА одержал свою первую победу в истории в рамках Кубка Медиалиги, ростовчане встречались с Lit Energy, клубом блогера Михаила Литвина, встреча завершилась победой СКА по буллитам. Матч прошел в Москве на стадионе «Лужники», в присутствии 15.000 зрителей.
9 марта 2025 года СКА выиграл медиафутбольный турнир Ne Abu-Dhab Cup.

## Ростовское дерби
В советское время СКА и «Ростсельмаш» встречались в 1950 году в южной зоне чемпионата РСФСР и в период с 1986 по 1989 год в Первой лиге, а в российской истории — в 2008 году («Ростсельмаш» к тому времени сменил название на «Ростов») в Первом дивизионе.
В рамках кубка команды встречались трижды — дважды в 1964 году (так как в первом поединке была зафиксирована ничья, то матч был переигран на следующий день) и один раз в 2007.
Также один раз в Кубке России и 8 раз во Второй лиге первенства России играли между собой СКА и дубль «Ростсельмаша».

### Результаты
Чемпионат
| Дата             | Стадион     | Результат | Турнир           |
| ---------------- | ----------- | --------- | ---------------- |
| 1950             | Ростсельмаш | 5:3       | Южная зона РСФСР |
| 20 апреля 1986   | Ростсельмаш | 2:0       | Первая лига СССР |
| 26 сентября 1987 | Ростсельмаш | 2:2       | Первая лига СССР |
| 9 октября 1988   | Ростсельмаш | 1:5       | Первая лига СССР |
| 14 октября 1989  | Ростсельмаш | 2:1       | Первая лига СССР |
| 6 ноября 2008    | Олимп-2     | 2:0       | Первый дивизион  |

| «Ростсельмаш/Ростов» | «Ничья» | «СКА» | «ГЗ» | «ГП» | «±» | «Всего» |
| -------------------- | ------- | ----- | ---- | ---- | --- | ------- |
| 4                    | 1       | 1     | 15   | 11   | +4  | 6       |

| Дата            | Стадион | Результат | Турнир           |
| --------------- | ------- | --------- | ---------------- |
| 1950            |         | 1:1       | Южная зона РСФСР |
| 14 октября 1986 | СКА     | 2:3       | Первая лига СССР |
| 13 июня 1987    | СКА     | 3:1       | Первая лига СССР |
| 24 июня 1988    | СКА     | 2:4       | Первая лига СССР |
| 3 июля 1989     | СКА     | 2:2       | Первая лига СССР |
| 30 марта 2008   | Олимп-2 | 0:1       | Первый дивизион  |

| «СКА» | «Ничья» | «Ростсельмаш/Ростов» | «ГЗ» | «ГП» | «±» | «Всего» |
| ----- | ------- | -------------------- | ---- | ---- | --- | ------- |
| 1     | 2       | 3                    | 10   | 12   | −2  | 6       |

Кубок СССР/Кубок России
| Дата         | Хозяева | Счёт | Гости  | Стадион     |
| ------------ | ------- | ---- | ------ | ----------- |
| 5 июня 1964  | СКА     | 0:0  | Ростов | Ростсельмаш |
| 6 июня 1964  | СКА     | 2:1  | Ростов | Ростсельмаш |
| 27 июня 2007 | СКА     | 0:3  | Ростов | СКА СКВО    |

| «Ростсельмаш/Ростов» | «Ничья» | «СКА» | «Всего» |
| -------------------- | ------- | ----- | ------- |
| 1                    | 1       | 1     | 3       |

Общая статистика
| «Ростсельмаш/Ростов» | «Ничья» | «СКА» | «РМ»  | «Всего» |
| -------------------- | ------- | ----- | ----- | ------- |
| 8                    | 4       | 3     | 29−15 | 15      |

## Цвета клуба
| Красный | Синий |

## Достижения

### Национальные
Чемпионат СССР
- Серебряный призёр: 1966

Кубок СССР
- Обладатель: 1981
- Финалист (2): 1969, 1971

Первая лига
- Победитель: 1958 класс Б
- Серебряный призёр (3): 1974, 1978, 1983

Кубок Первой лиги СССР
- Финалист: 1988

Второй дивизион (зона «Юг», группа 1)
- Победитель: 2001
- Серебряный призёр (4): 1999, 2000,, 2006, 2021/22

Третий дивизион
- Победитель: 1998
- Серебряный призёр (2): 1994, 2014

### Международные
Всемирная Спартакиада Дружественных Армий (Могадишо, Сомали)
- Победитель: 1975

## Статистика выступлений

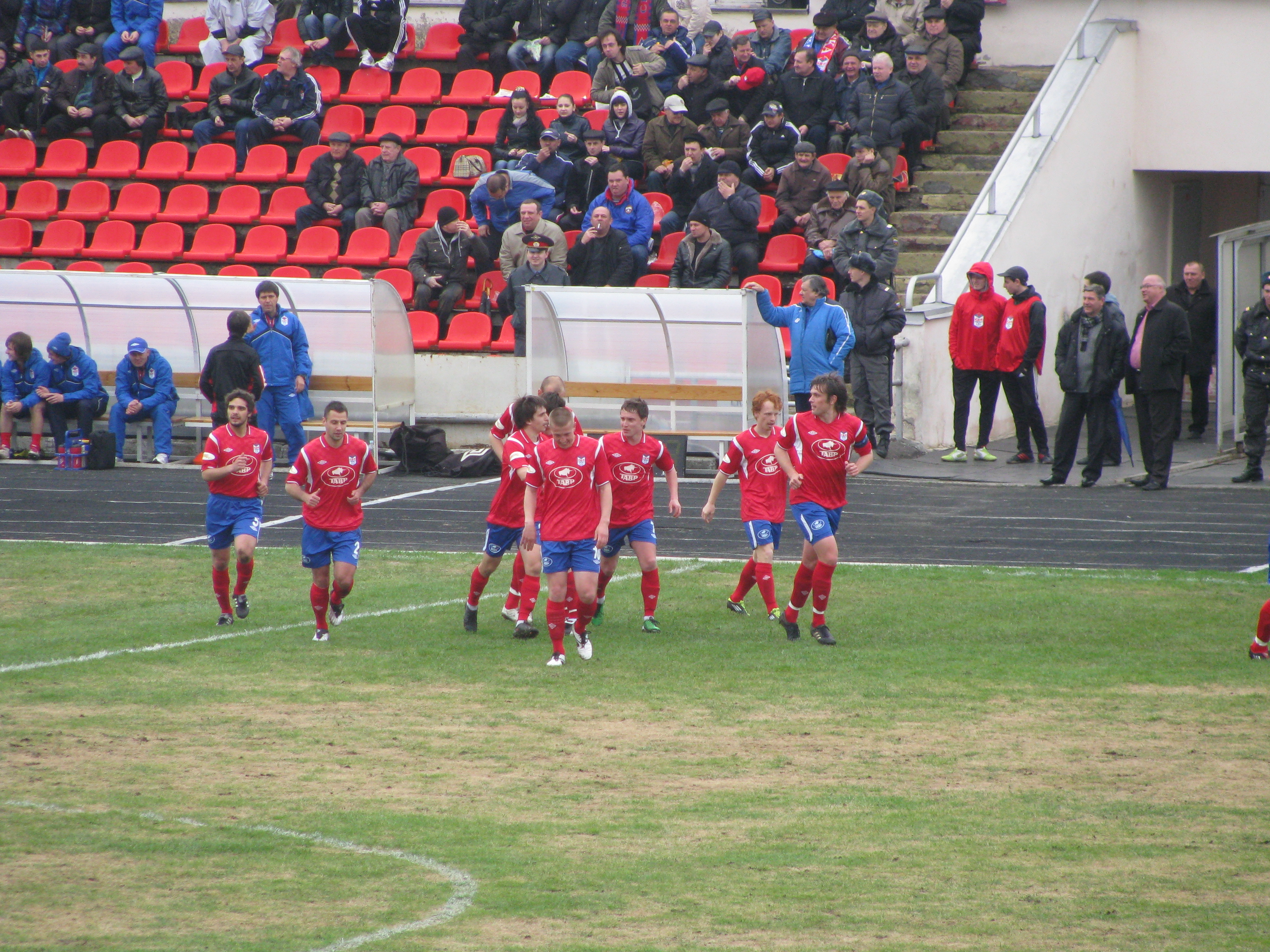
Футболисты отмечают забитый гол.

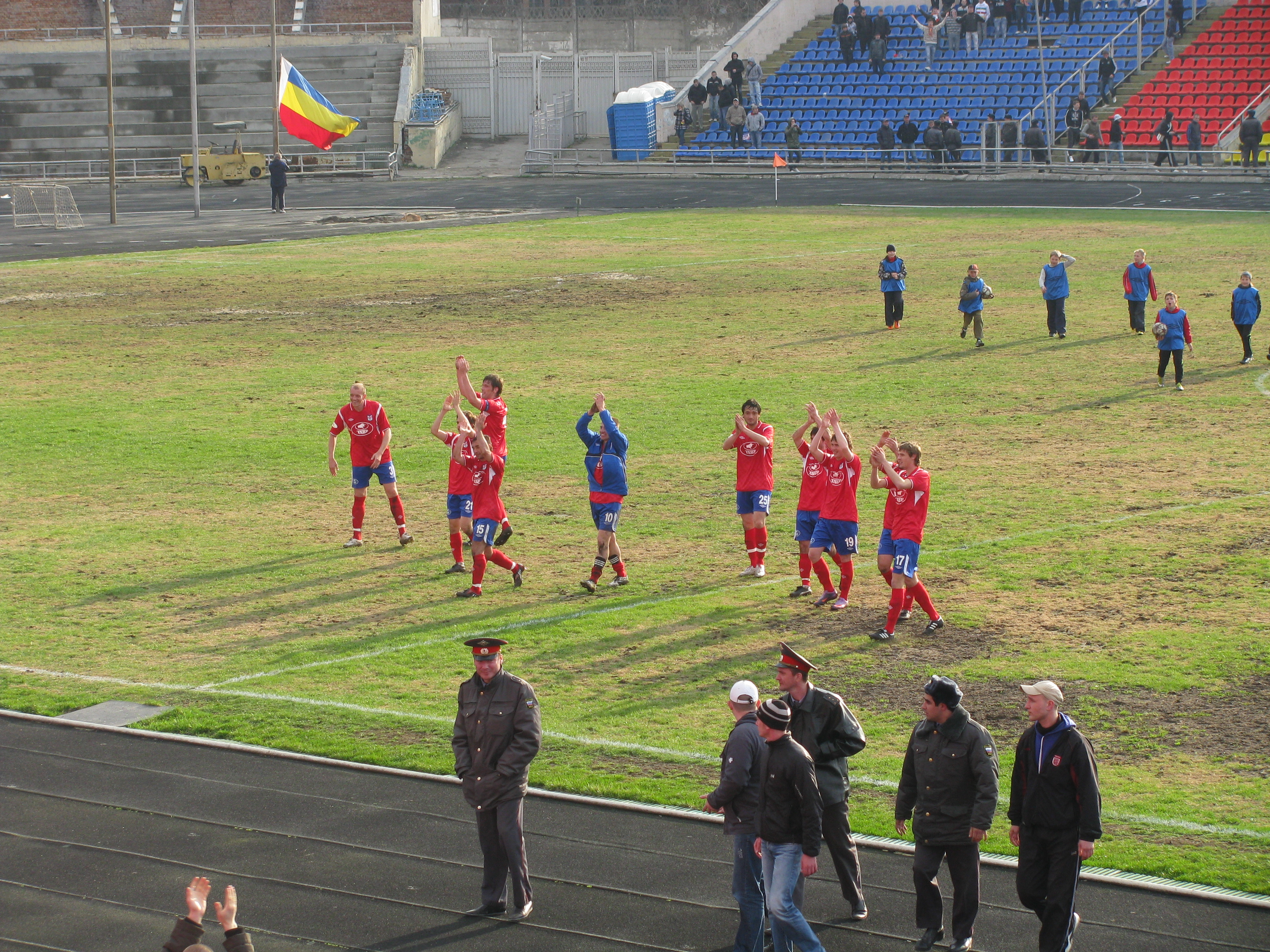
Футболисты благодарят болельщиков.

### В чемпионатах СССР
| Сезон | Лига                                             | Место | Примечания                       |
| ----- | ------------------------------------------------ | ----- | -------------------------------- |
| 1946  | Третья группа СССР, РСФСР, Северокавказская зона | 4     |                                  |
| 1958  | Класс «Б» СССР, зона 4                           | 1     |                                  |
| 1958  | Класс «Б» СССР, Финал Тбилиси                    | 1     | Переход в Класс «А» СССР         |
| 1959  | Класс «А» СССР                                   | 4     |                                  |
| 1960  | Класс «А» СССР, 1-6 места                        | 4     |                                  |
| 1961  | Класс «А» СССР, 1-10 места                       | 9     |                                  |
| 1962  | Класс «А» СССР, 1-12 места                       | 9     |                                  |
| 1963  | Первая группа «А» СССР                           | 4     |                                  |
| 1964  | Первая группа «А» СССР                           | 4     |                                  |
| 1965  | Первая группа «А» СССР                           | 7     |                                  |
| 1966  | Первая группа «А» СССР                           | 2     |                                  |
| 1967  | Первая группа «А» СССР                           | 10    |                                  |
| 1968  | Первая группа «А» СССР                           | 12    |                                  |
| 1969  | Первая группа «А» СССР, 1-14 места               | 12    |                                  |
| 1970  | Высшая группа «А» СССР                           | 8     |                                  |
| 1971  | Высшая лига СССР                                 | 14    |                                  |
| 1972  | Высшая лига СССР                                 | 12    |                                  |
| 1973  | Высшая лига СССР                                 | 16    | Вылет в первую лигу СССР         |
| 1974  | Первая лига СССР                                 | 2     | Переход в высшую лигу СССР       |
| 1975  | Высшая лига СССР                                 | 16    | Вылет в первую лигу СССР         |
| 1976  | Первая лига СССР                                 | 12    |                                  |
| 1977  | Первая лига СССР                                 | 10    |                                  |
| 1978  | Первая лига СССР                                 | 2     | Переход в высшую лигу СССР       |
| 1979  | Высшая лига СССР                                 | 15    |                                  |
| 1980  | Высшая лига СССР                                 | 9     |                                  |
| 1981  | Высшая лига СССР                                 | 16    | Вылет в первую лигу СССР         |
| 1982  | Первая лига СССР                                 | 11    |                                  |
| 1983  | Первая лига СССР                                 | 2     | Переход в высшую лигу СССР       |
| 1984  | Высшая лига СССР                                 | 14    |                                  |
| 1985  | Высшая лига СССР                                 | 18    | Вылет в первую лигу СССР         |
| 1986  | Первая лига СССР                                 | 15    |                                  |
| 1987  | Первая лига СССР                                 | 11    |                                  |
| 1988  | Первая лига СССР                                 | 9     |                                  |
| 1989  | Первая лига СССР                                 | 20    | Вылет во вторую лигу СССР        |
| 1990  | Вторая лига СССР, зона «Центр»                   | 20    | Вылет во вторую низшую лигу СССР |
| 1991  | Вторая низшая лига СССР, зона 4                  | 10    |                                  |

### В Кубках СССР
| Сезон   | Стадия     |
| ------- | ---------- |
| 1958    | 1/16       |
| 1959/60 | 1/8        |
| 1961    | 1/4        |
| 1962    | 1/4        |
| 1963    | 1/16       |
| 1964    | 1/8        |
| 1965    | 1/16       |
| 1965/66 | 1/16       |
| 1966/67 | 1/16       |
| 1967/68 | 1/16       |
| 1968/69 | Финалист   |
| 1970    | 1/16       |
| 1971    | Финалист   |
| 1972    | 1/4        |
| 1973    | 1/16       |
| 1974    | 1/8        |
| 1975    | 1/16       |
| 1976    | 1/16       |
| 1978    | 1/16       |
| 1979    | 3, зона 1  |
| 1980    | 1/8        |
| 1981    | Обладатель |
| 1982    | 1/8        |
| 1983    | 1/8        |
| 1984    | 1/8        |
| 1984/85 | 1/16       |
| 1985/86 | 1/16       |
| 1986/87 | 1/32       |
| 1987/88 | 1/32       |
| 1988/89 | 1/64       |
| 1989/90 | 1/64       |
| 1990/91 | 1/16       |

### В чемпионатах России
| Сезон     | Лига                                                               | Лига                                                               | Место | Примечания                                           |
| --------- | ------------------------------------------------------------------ | ------------------------------------------------------------------ | ----- | ---------------------------------------------------- |
| 1992      | Вторая лига, зона 2                                                | Вторая лига, зона 2                                                | 3     |                                                      |
| 1993      | Вторая лига, зона 2                                                | Вторая лига, зона 2                                                | 12    | Вылет в Третью лигу                                  |
| 1994      | Третья лига, зона 2                                                | Третья лига, зона 2                                                | 2     | Выход во Вторую лигу                                 |
| 1995      | Вторая лига, «Запад»                                               | Вторая лига, «Запад»                                               | 17    |                                                      |
| 1996      | Вторая лига, «Запад»                                               | Вторая лига, «Запад»                                               | 9     |                                                      |
| 1997      | Вторая лига, «Запад»                                               | Вторая лига, «Запад»                                               | 18    | Исключение из ПФЛ                                    |
| 1998      | КФК России                                                         | Юг                                                                 | 1     | Выход во Второй дивизион                             |
| 1998      | КФК России                                                         | Финальный турнир                                                   | 1     | Выход во Второй дивизион                             |
| 1999      | Второй дивизион                                                    | зона «Юг»                                                          | 2     |                                                      |
| 2000      | Второй дивизион                                                    | зона «Юг»                                                          | 2     |                                                      |
| 2001      | Второй дивизион                                                    | зона «Юг»                                                          | 1     |                                                      |
| 2001      | Второй дивизион                                                    | Финал (стыковые матчи)                                             | 1     | Выход в Первый дивизион                              |
| 2002      | Первый дивизион                                                    | Первый дивизион                                                    | 17    | Вылет во Второй дивизион                             |
| 2003      | Второй дивизион, зона «Юг»                                         | Второй дивизион, зона «Юг»                                         | 5     |                                                      |
| 2004      | Второй дивизион, зона «Юг»                                         | Второй дивизион, зона «Юг»                                         | 13    |                                                      |
| 2005      | Второй дивизион, зона «Юг»                                         | Второй дивизион, зона «Юг»                                         | 11    |                                                      |
| 2006      | Второй дивизион, зона «Юг»                                         | Второй дивизион, зона «Юг»                                         | 2     | Выход в Первый дивизион                              |
| 2007      | Первый дивизион                                                    | Первый дивизион                                                    | 17    |                                                      |
| 2008      | Первый дивизион                                                    | Первый дивизион                                                    | 13    | Вылет во Второй дивизион. Проблемы с финансированием |
| 2009      | Второй дивизион/Первенство ПФЛ, зона «Юг»                          | Второй дивизион/Первенство ПФЛ, зона «Юг»                          | 12    |                                                      |
| 2010      | Второй дивизион/Первенство ПФЛ, зона «Юг»                          | Второй дивизион/Первенство ПФЛ, зона «Юг»                          | 14    |                                                      |
| 2011/2012 | Второй дивизион/Первенство ПФЛ, зона «Юг»                          | Второй дивизион/Первенство ПФЛ, зона «Юг»                          | 18    |                                                      |
| 2012/2013 | Второй дивизион/Первенство ПФЛ, зона «Юг»                          | Второй дивизион/Первенство ПФЛ, зона «Юг»                          | 17    | Снялся после зимней паузы                            |
| 2013/2014 | Второй дивизион/Первенство ПФЛ, зона «Юг»                          | Второй дивизион/Первенство ПФЛ, зона «Юг»                          | 8     | Не получил лицензию ПФЛ                              |
| 2014      | Третий дивизион, зона «ЮФО/СКФО»                                   | Третий дивизион, зона «ЮФО/СКФО»                                   | 1     | Выход во Второй дивизион                             |
| 2015/2016 | Первенство ПФЛ/Второй дивизион ФНЛ/Вторая лига, зона/группа «Юг»/1 | Первенство ПФЛ/Второй дивизион ФНЛ/Вторая лига, зона/группа «Юг»/1 | 6     |                                                      |
| 2016/2017 | Первенство ПФЛ/Второй дивизион ФНЛ/Вторая лига, зона/группа «Юг»/1 | Первенство ПФЛ/Второй дивизион ФНЛ/Вторая лига, зона/группа «Юг»/1 | 8     |                                                      |
| 2017/2018 | Первенство ПФЛ/Второй дивизион ФНЛ/Вторая лига, зона/группа «Юг»/1 | Первенство ПФЛ/Второй дивизион ФНЛ/Вторая лига, зона/группа «Юг»/1 | 8     |                                                      |
| 2018/2019 | Первенство ПФЛ/Второй дивизион ФНЛ/Вторая лига, зона/группа «Юг»/1 | Первенство ПФЛ/Второй дивизион ФНЛ/Вторая лига, зона/группа «Юг»/1 | 13    |                                                      |
| 2019/2020 | Первенство ПФЛ/Второй дивизион ФНЛ/Вторая лига, зона/группа «Юг»/1 | Первенство ПФЛ/Второй дивизион ФНЛ/Вторая лига, зона/группа «Юг»/1 | 8     |                                                      |
| 2020/2021 | Первенство ПФЛ/Второй дивизион ФНЛ/Вторая лига, зона/группа «Юг»/1 | Первенство ПФЛ/Второй дивизион ФНЛ/Вторая лига, зона/группа «Юг»/1 | 5     |                                                      |
| 2021/2022 | Первенство ПФЛ/Второй дивизион ФНЛ/Вторая лига, зона/группа «Юг»/1 | Первенство ПФЛ/Второй дивизион ФНЛ/Вторая лига, зона/группа «Юг»/1 | 2     |                                                      |
| 2022/2023 | Первенство ПФЛ/Второй дивизион ФНЛ/Вторая лига, зона/группа «Юг»/1 | Первенство ПФЛ/Второй дивизион ФНЛ/Вторая лига, зона/группа «Юг»/1 | 7     |                                                      |
| 2023      | Вторая лига, дивизион «Б»                                          | группа 1                                                           | 8     |                                                      |

### В Кубках России
| Сезон   | Стадия                  |
| ------- | ----------------------- |
| 1992/93 | 1/64                    |
| 1993/94 | 1/128                   |
| 1994/95 | 1/256                   |
| 1995/96 | 1/256                   |
| 1996/97 | 1/256                   |
| 1997/98 | 1/32                    |
| 1999/00 | 1/128                   |
| 2000/01 | 1/64                    |
| 2001/02 | 1/64                    |
| 2002/03 | 1/32                    |
| 2003/04 | 1/256                   |
| 2004/05 | 1/512                   |
| 2005/06 | 1/128                   |
| 2006/07 | 1/256                   |
| 2007/08 | 1/16                    |
| 2008/09 | 1/8                     |
| 2009/10 | 1/128                   |
| 2010/11 | 1/128                   |
| 2011/12 | 1/128                   |
| 2012/13 | 1/128                   |
| 2013/14 | 1/256                   |
| 2014/15 | —                       |
| 2015/16 | 1/32                    |
| 2016/17 | 1/64                    |
| 2017/18 | 1/128                   |
| 2018/19 | 1/128                   |
| 2019/20 | 1/256                   |
| 2020/21 | 1/128                   |
| 2021/22 | 1/128                   |
| 2022/23 | 3-й раунд пути регионов |
| 2023/24 | 4-й раунд пути регионов |

## Выступления в еврокубках
В 1981 году ростовские армейцы, завоевав Кубок СССР, впервые в своей истории получили право играть в Кубке обладателей кубков.
В 1/16 финала жребий выбрал в соперники «красно-синим» турецкий клуб «Анкарагюджю». Первый матч проходил в Ростове. Интерес к встрече был огромный, все шли, ехали на футбол. Команда не разочаровала надежд своих многочисленных болельщиков. СКА одержал убедительную победу со счётом 3:0 (голы на счету А. Заварова — 2 и С. Андреева). В ответной игре армейцы также выступили уверенно и выиграли 2:0 (С. Андреев, А. Воробьёв).
В следующей стадии Кубка предстояла встреча с немецким «Айнтрахтом». Переполненный до отказа стадион СКА (сидели на всех, без исключения, ступеньках — более 33 000 зрителей) и победа, пусть и минимальная. Автором единственного гола стал Сергей Яшин. После ростовского матча главный тренер немцев Лотар Бухман не уставал повторять: «С вашей „восьмёркой“ (Андреев) я готов заключить контракт хоть сейчас».
Встреча во Франкфурте складывалась неудачно для СКА, уже на третьей минуте немцы повели в счёте. Второй и победный гол хозяева забили во втором тайме с пенальти. После этого СКА перехватил инициативу и не раз был близок к тому, чтобы забить гол, который бы позволил армейцам встретиться в четвертьфинале с английским «Тоттенхэм Хотспур». На последних минутах матча Сергей Андреев поразил ворота соперников, однако гол не был засчитан. Арбитр усмотрел сомнительный 
```
пассивный офсайд
 у Воробьёва. Игра завершилась со счётом 2:0, и на этом ростовские армейцы закончили своё выступление в Кубке обладателей кубков.
```

## Руководство
| Должность                           | Имя                          |
| ----------------------------------- | ---------------------------- |
| Владелец                            | Вакуленко Василий Михайлович |
| Президент                           | Гуськов Игорь Александрович  |
| Генеральный директор                | Городничук Сергей Евгеньевич |
| Специалист пресс-службы             | Кулинич Валерия Олеговна     |
| Специалист по работе с болельщиками | Добряков Олег Анатольевич    |
| Специалист по безопасности          | Пивкин Михаил Андреевич      |
| Старший администратор               | Бирюков Михаил Петрович      |

## Тренерский и административный штаб
| Должность         | Имя                             |
| ----------------- | ------------------------------- |
| Главный тренер    | Заздравных Валерий Петрович     |
| Тренер            | Ханкеев Игорь Федорович         |
| Тренер вратарей   | Гребещенко Андрей Николаевич    |
| Начальник команды | Шаповалов Дмитрий Геннадьевич   |
| Администратор     | Кольченко Александр Анатольевич |
| Врач              | Ваничкин Сергей Викторович      |
| Видеооператор     | Попов Владимир Эдуардович       |

## Рекордсмены клуба
Полный список игроков клуба СКА (Ростов-на-Дону), о которых есть статьи в Википедии, см. здесь

### По числу матчей
По числу проведённых матчей, с учётом игр в любительском первенстве:
1. Пётр Костенко — 392
2. Андрей Редькин — 331
3. Александр Воробьёв — 316
4. Анатолий Чертков — 301
5. Валерий Гончаров — 292
6. Андрей Гребещенко — 287
7. Станислав Лебединцев — 284
8. Алексей Еськов — 277
9. Виктор Корбан — 269
10. Александр Андрющенко — 263

### По голам
С учётом игр в любительском первенстве:
1. Лебединцев Станислав Владимирович — 150 голов
2. Андреев, Сергей Васильевич — 126 голов
3. Копаев, Олег Павлович — 119 голов
4. Бойко, Константин Валентинович — 90 голов
5. Воробьёв, Александр Викторович — 89 голов
6. Зеликов, Сергей Сергеевич — 75 голов
7. Матвеев, Геннадий Михайлович — 70 голов
8. Понедельник, Виктор Владимирович — 54 гола
9. Еськов, Алексей Алексеевич — 53 гола